# Imre Pozsgay
Dans le nom hongrois Pozsgay Imre, le nom de famille précède le prénom, mais cet article utilise l’ordre habituel en français Imre Pozsgay, où le prénom précède le nom.
Imre Pozsgay ([ˈim.ɾɛ], [ˈpoʒ.gɒ.i]) est un homme politique hongrois né à Kóny le 26 novembre 1933 et mort le 25 mars 2016 à Budapest. Devenu ministre d'État après le départ de János Kádár en 1988, il est l'un des artisans de la fin du régime communiste hongrois et, plus largement, de la chute du bloc de l'Est.

## Biographie
Après des études d'anglais à l'institut Lénine de Budapest, Poszgay entre au Parti socialiste ouvrier hongrois en 1950 et enseigne le marxisme-léninisme de 1957 à 1970.
Il devient ministre de la culture en 1976 et de l'éducation en 1980. Il fait cependant partie des « réformateurs » qui revendiquent des changements et s'oppose à János Kádár, ce qui lui fait perdre son poste en 1982. Il devient alors président du Front Patriotique, une organisation populaire affiliée au Parti socialiste ouvrier hongrois.
Il rédige alors un rapport qui fait l'état des lieux des problèmes économiques du pays. Ce rapport, Le tournant et la réforme, circule dans le pays et fait de Pozsgay un des meneurs des réformateurs. Aussi, lorsque János Kádár est exclu de la direction du PC en mai 1988, Pozsgay devient membre du Politburo du Parti socialiste ouvrier hongrois.
En octobre 1988, il déclare que les barbelés qui marquent la frontière entre la Hongrie et l'Autriche sont « historiquement, politiquement et techniquement dépassés ». Le mois suivant, il déclare sur la radio nationale que l'insurrection de 1956 avait été un « soulèvement populaire », et non une contre-révolution. Pozsgay testait délibérément Gorbatchev. En l'absence de réaction, les réformateurs comprennent qu'ils ont le champ libre et que l'URSS n'a plus les moyens, ni l'envie, de les arrêter.
Le 1er janvier 1989, les Hongrois obtiennent l'autorisation légale de se rendre en Autriche. Des Trabant hongroises circulent alors dans les rues de Vienne, avec souvent un réfrigérateur ou un téléviseur sur le toit : Les Hongrois viennent y faire leurs courses. L'information passe inaperçue à l'Ouest, pourtant le rideau de fer est ouvert.
Le 2 mai 1989, le démantèlement des barbelés commence en quatre points de la frontière. Erich Honecker, qui dirige encore la République démocratique allemande, tente de faire réagir Gorbatchev qui ne bouge pas. Dès lors, le 3 juillet, le démantelement complet est ordonné, et Pozsgay participe à l'organisation du piquenique paneuropéen du 19 août qui permet à des centaines d'Allemands de l'Est de passer en Autriche. En septembre, les frontières sont définitivement ouvertes ; le mur de Berlin est abattu en novembre.
Dans le même temps, le Parti socialiste ouvrier hongrois organise la transition démocratique avec  l'opposition, au cours de la Table ronde nationale menée de juin à septembre 1989, et la nouvelle  République de Hongrie est proclamée le 23 octobre 1989. Le Parti socialiste ouvrier hongrois devient le Parti socialiste hongrois et Imre Pozsgay en devient vice-président. Le Parti socialiste perd cependant les premières élections législatives libres, organisées en 1990 et qui sont remportées par le Forum démocrate hongrois.
Imre Pozsgay quitte le Parti socialiste en 1991 pour former l'Alliance démocratique nationale, qu'il préside jusque 1996. Membre du parlement jusque 1994, il enseigne à l'université Kossuth Lajos à Debrecen.

## Position dans l'histoire
Imre Pozsgay avait fait don de ses papiers personnels à la Hoover Institution en 1989, et a autorisé en 2009 cette institution à les rendre publics. Richard Sousa, directeur de l'Institution, estime que Pozsgay sera reconnu par l'histoire comme un des dirigeants qui ont permis la transition démocratique dans son pays.